# Dani raštike, pure i pršuta
Dani raštike, pure i pršuta su gastronomsko-kulturna manifestacija koja se održava u Tijarici i okolici. Cilj manifestacija promocija tijaričkog kraja. U gastronomskom dijelu cilj je promoviranje  jela koja se sastoje od pure, pršuta i raštike. 
U kulturološkom dijelu manifestacija je pokrivena izvedbama brojnih narodnih napjeva i kola u izvođenju više od 200 folkloraša, kao i etnoizložbama. U sportskom dijelu organizira se natjecanje u balotama.
Manifestacija se održava svake godine u zadnjem vikendu u mjesecu srpnju. Prvi put je održana 2004. godine.

## Osnivači
Inicijator i predsjednik udruge ''Za Domovinu'' je bio prof. Damir Milić. Organizacijski odbor broji 30 članova uključujući i mještane sela Tijarice, kao i brojne poduzetnike rodom iz tijaričkog kraja, pri čemu valja napomenuti da je tijarički kraj dao 80 restorana u Berlinu.
Prvotno planirani tijek manifestacije je bio natjecanje u pripremi raštike i pure kao izvornih jela i specijaliteta kamenjara Zagore, zapadne Hercegovine, Like, Primorja i Istre. Za ocjenjivača je bio predviđen poznati gastronomski stručnjak i hrvatski književnik prof. Veljko Barbieri. 
Također, bilo je predviđena sveza s manifestacijom "Susreti domaće i iseljene Hrvatske", kojoj je osnivač ista udruga.

## Vanjske poveznice
- http://arhiv.slobodnadalmacija.hr/20040727/dalmacija04.asp
- http://arhiv.slobodnadalmacija.hr/20040802/dalmacija03.asp